# Diario de León
 (décembre 2024).
Si vous disposez d'ouvrages ou d'articles de référence ou si vous connaissez des sites web de qualité traitant du thème abordé ici, merci de compléter l'article en donnant les références utiles à sa vérifiabilité et en les liant à la section « Notes et références ».
Le Diario de León (en français : Quotidien de León) fait partie de la presse régionale de Castille-et-León. C'est le doyen de la presse de la province de León et le journal le plus vendu dans l'ensemble de la province.